# Saalberg (Aerzen)
Der Saalberg (nicht zu verwechseln mit dem nahen Saalberg bei Barntrup) ist eine 266,4 m ü. NN hohe Erhebung des Lipper Berglands im Gemeindegebiet von Aerzen im niedersächsischen Landkreis Hameln-Pyrmont.

## Geographische Lage
Der Saalberg liegt an der Nahtstelle des Lipper Berglands zum östlich gelegenen Weserbergland im Südteil des Naturparks Weserbergland Schaumburg-Hameln. Er erhebt sich etwa 5 km südwestlich des Kernorts von Aerzen, rund 2 km südwestlich des Ortsteils Reher und zirka 0,75 km nordnordwestlich des Ortsteils Grießem. 
Der sonst bewaldete Saalberg im Waldgebiet Hägerholz hat nordwestlich des Gipfels eine große landwirtschaftlich genutzte Fläche. Etwa 900 m westsüdwestlich seines Gipfels liegt die Grenze zu Nordrhein-Westfalen und etwa 3,5 km westlich davon der Saalberg bei Barntrup (342,9 m ü. NN).
Im Tal südlich des Saalbergs fließt nordostwärts durch Grießem und anschließend durch Reher der kleine Grießebach als südwestlicher Zufluss der Humme, die etwas nordöstlich des Bergs verläuft und ostwärts der Weser zufließt.

## Verkehrsanbindung
Durch das Grießebachtal verläuft südlich des Saalbergs von Aerzen im Nordosten über Reher und Grießem, die Grenze zu Niedersachsen kreuzend, zum Barntruper Ortsteil Sonneborn im Südwesten die Bundesstraße 1. Durch diese Ortschaften verlief bis zu ihrer endgültigen Stilllegung (1994) die Lager Bahn als Teil der weiter westlich noch in Betrieb befindlichen Bahnstrecke Bielefeld–Hameln; längst sind die Gleise entfernt und die Trasse ist nun als Radweg angelegt – Lager Bahnweg. Von Grießem führen Waldwege auf den Berg.